# Książka mówiona

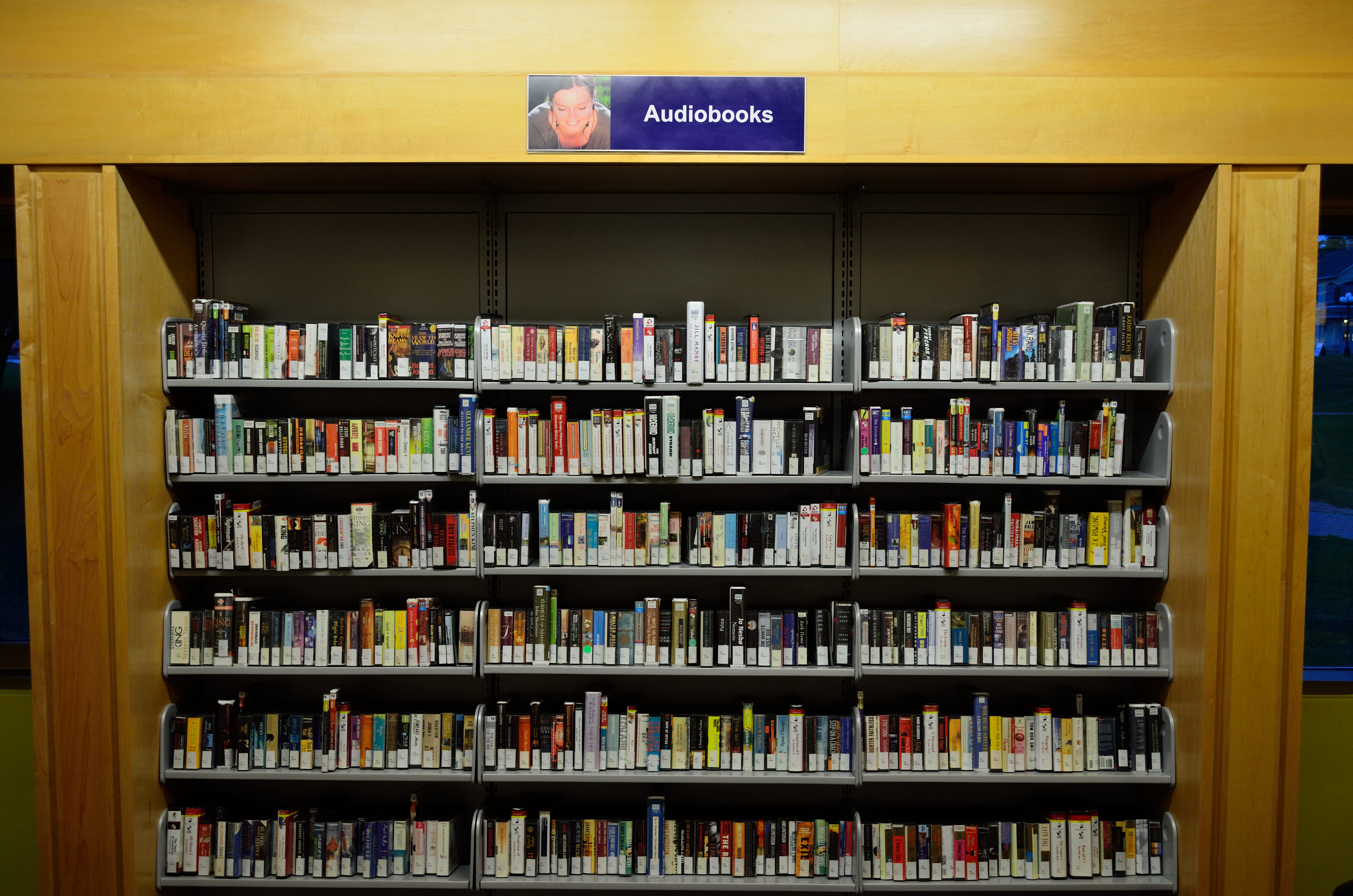
Zbiór książek mówionych

Książka mówiona, audiobook (także: audioksiążka, książka do słuchania, książka czytana) – nagranie dźwiękowe zawierające odczytany przez lektora tekst publikacji książkowej.
Audiobooki jako forma foniczna literatury są alternatywą dla osób nieprzepadających za doświadczaniem literatury w tradycyjnej formie. Przystępność książki do słuchania wynika z możliwości odsłuchu jej w dowolnym momencie oraz braku konieczności skupienia wzroku i dłoni na konkretnej czynności – czytania. Audioksiążki są cenione przez osoby niewidome i niedowidzące lub niepełnosprawne w inny sposób. Wymagają sprawnego zmysłu słuchu. Stanowią znaczący element kształtowania kultury czytelniczej wśród najmłodszych odbiorców.

## Historia

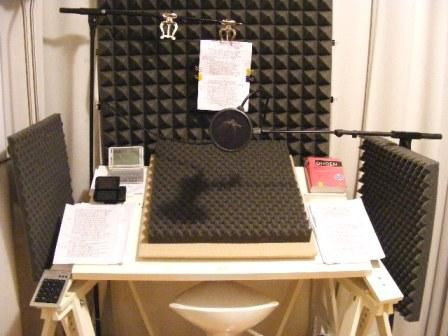
Przykład studia do nagrań dźwiękowych

Za pioniera w branży audiobooków uznaje się nowojorską firmę Caedmon Records, która w 1952 roku wydała pierwszy zbiór utworów literackich w formie audio. Były to wiersze Dylana Thomasa odczytane przez autora i zapisane na płycie gramofonowej. Na tzw. stronie B płyty zapisano utwór pt. A Child’s Christmas in Wales, który odniósł ogromny sukces. W 2008 roku oryginał nagrania został umieszczony w United States National Recording Registry oraz opisany „(...) has been credited with launching the audiobook industry in the United States”.
W Polsce w połowie lat 30. XX w. firma płytowa Orpheon nagrała bajki Adama Mickiewicza, czytane przez aktora i malarza Mariusza Maszyńskiego. Później książki mówione na taśmach magnetofonowych nagrywano od lat 60. XX wieku na potrzeby czytelników Biblioteki Polskiego Związku Niewidomych (jako alternatywa dla książek pisanych pismem Braille’a). Książka dla niewidomych miała znaczący wpływ na rozwój polskiej książki mówionej. Pionierem w polskiej branży audiobooków stała się Biblioteka Akustyczna, kiedy to w 2008 roku nagrała pierwsze 31 audiobooków. Książki do słuchania z roku na rok zdobywają w Polsce coraz większą popularność. Przełomem w rozwoju audiobooków okazał się wzrost liczby użytkowników smartfonów i dostępność Internetu.

## Formaty
Audiobooki zapisywane są w każdym dostępnym formacie audio, najczęściej MP3 lub WMA. Przed wprowadzeniem nośników cyfrowych nagrywane były analogowo na kasetach magnetofonowych lub płytach gramofonowych.
Dystrybucja audiobooków odbywa się za pośrednictwem nośników danych, najczęściej płyt CD i kaset lub wraz z odtwarzaczem do odsłuchu, a także w Internecie. Upowszechniły się dwa sposoby cyfrowego rozpowszechniania książek mówionych: pobranie pliku lub streaming. Oferta audiobooków online jest coraz szersza, istnieją również portale, na których można uzyskać dostęp do bezpłatnych zasobów książki mówionej w dowolnym formacie.
Wśród formatów dystrybucji audiobooków znajdują się również: format DAISY (szczególnie standard czwarty) oraz format „czytak” odtwarzany na specjalnych urządzeniach o tej samej nazwie.

## Rozwój audiobooków
W Stanach Zjednoczonych i państwach Europy Zachodniej zainteresowanie książkami mówionymi od lat stale rośnie. Według statystyk Audio Publishers Association z 2019 roku w USA wartość rynku audiobooków szacuje się na 1,2 miliarda dolarów. Prowadzone są też przedsięwzięcia, takie jak Librivox, które na zasadzie wolontariatu przygotowują nagrania książek z domeny publicznej.
Obecnie (2020), największy w Polsce zbiór książek mówionych na tradycyjnych kasetach magnetofonowych posiada Biblioteka PZN (centrala w Warszawie przekazuje też część swoich zbiorów do punktów bibliotecznych na terenie całego kraju): ok. 500 tys. kaset, ponad 5 tys. tytułów.
Książki mówione na płytach CD dostępne są w księgarniach i sklepach internetowych, natomiast od 2012 roku, również w Polsce, jest dostępna i rozwijana usługa abonamentowa (streaming). Wzrost dostępności i jakości nowych technologii oraz internetu pozwala na dynamiczny rozwój audiobooków. Oprócz znanych książek mówionych powstały także nowe formuły: seriale audio i podcasty. Według szacunków Biblioteki Analiz udział audiobooków w całkowitym rynku książki w Polsce w 2019 roku stanowił 4,5%, a wartość sprzedaży wyniosła 81 mln zł, podczas gdy jeszcze w 2016 roku opiewała na 41,3 mln zł.